# Vladislav Soerkov
Vladislav Joerjevitsj Soerkov (Russisch: Владислав Юрьевич Сурков) (Solntsevo, oblast Lipetsk, 21 september 1964) is een Russisch politicus. Tussen december 2011 en mei 2013 was hij eerste vicepremier in de Russische regering.
Soerkov werd dikwijls beschouwd als de belangrijkste ideoloog van de Russische regering. Tevens wordt hij gezien als een van de belangrijkste krachten achter de herverkiezing van president Poetin bij de presidentsverkiezingen van 2004 en werd daarbij beschuldigd van het manipuleren van de media. Hij verkreeg grote bekendheid door zijn geheime speech "Hoe Rusland internationale samenzweringen zou moeten bevechten" tot de Delovaja Rossija ("Zakenrusland") die uitlekte en veel stof deed opwaaien. Hij wordt ook gerekend tot de Russische oligarchen.
Het Joint Investigation Team verdenkt Soerkov van betrokkenheid bij het neerhalen van Malaysia Airlines-vlucht 17 in 2014.

## Carrière
Tussen 1983 en 1985 diende Soerkov in het Rode Leger. Hij studeerde aan twee universiteiten zonder succes en studeerde uiteindelijk af aan de Internationale Universiteit van Moskou met een mastertitel in economie. In de jaren 90 vervulde hij verscheidene belangrijke bestuursfuncties in belangrijke Russische banken als Menatep (1991-1996) en Alfa Bank (1996-1997). Na een korte carrière als directeur voor de reputatiebehartiging van de Russische tv-zender ORT (1998-1999) werd hij in 1999 benoemd tot vicehoofd van het Russische presidentiële bestuur. In maart 2004 werd hij benoemd tot assistent van de president, onder de officiële titel plaatsvervangend hoofd van de presidentiële staf. Hij wordt wel gezien als de "Grijze Kardinaal"; een invloedrijke actor achter de schermen.
Soerkov wordt gezien als de hoofdinitiator achter de nieuwe patriottistische "anti-fascistische" jeugdbeweging voor Poetin Nasji (De Onzen).
Soerkov spreekt Engels en is getrouwd met Joelija Soerkova, die door sommige bronnen genoemd wordt als een naast familielid van Boris Berezovski (die geen goede relatie had met Soerkov). Ze hebben één zoon. Soerkov houdt van het schrijven van literaire verhalen, gitaarspelen en het componeren van klassieke symfonische muziek.

## Vraaggesprek over zijn jeugd
In juni 2005 kreeg hij voor het eerst bekendheid doordat zijn gesprek werd gepubliceerd in het Duitse tijdschrift Der Spiegel. In dit gesprek gaf hij aan dat zijn vader een etnische Tsjetsjeen was en dat hij de eerste vijf jaar van zijn leven in Tsjetsjenië woonde in de plaatsen Doeba-Joert en Grozny. Latere Russische artikelen verklaarden dat zijn vaders naam Andarbek Doedajev was (geen naaste familie van Dzjochar Doedajev), dat Soerkov's geboortenaam Aslambek is en dat hij werd geboren in Sjali. Nadat zijn ouders scheidden verhuisde zijn moeder met hem naar Lipetsk en veranderde zijn naam in het Russische Vladislav Soerkov. Zijn officiële biografie geeft echter nog steeds aan dat Soerkov werd geboren in Solntsevo in oblast Lipetsk.